# Онейрофрения
Онейрофрения (от др.-греч. ὄνειρος — сновидение и φρήν — ум, разум) — острое психотическое состояние с преобладанием онейроидного синдрома. Для психоза характерны такие признаки, как: острое начало с помрачением сознания, дереализацией, истинными галлюцинациями, нарушением «схемы тела» и хорошим прогнозом, с обратимостью в пределах нескольких недель или месяцев всех симптомов.

## История
Термин «онейрофрения» введён венгерским психиатром и профессором неврологии Л. Медуной в 1950 году. Она была описана им в монографии «Онейрофрения. Состояние спутанности», с основными характеристиками: сноподобное состояние, состояние фуги и психоз. Термин и ранее в крайне редких случаях использовался, но получил распространение благодаря описанию Медуны.

## Клиническое описание
Вот как описал онейрофрению Медуна в 1950 году:

Основным симптомом в состоянии онейрофрении является нарушение апперцепции (прим.: апперцепция — восприятие предметов и явлений внешнего мира и осознание этого). На чувства наибольшее влияние, в порядке уменьшения:
- Видения;
- Различная проприоцепция (прим.: восприятие организмом собственных внутренних сигналов) и интроцепции, включая «схему тела»;
- Ощущение запахов;
- Слуховые ощущения;
- Неясное/смутное видение (сложность центрального зрения (прим.: макулярного, фовеального) — всё выглядит по-другому.

Пациенты обычно борются с чувством нереальности. Им удается отвергнуть патологический опыт в течение удивительно длительного времени. Как только вторичные симптомы пройдут, пациенты реагируют в соответствии с предыдущими особенностями личности. Первая реакция — это страх и спутанность. Тип галлюцинации при онейрофрении «экзогенные», так как же как при делирии, мескалине и других состояниях, а не «эндогенных галлюцинациях» шизофреников.
Оригинальный текст (англ.)«The basic symptom in the oneirophrenic condition is a disturbance of apperception. The sense modalities mostly affected, in order of frequency:
- Vision;
- Various proprioceptions and interoceptions, including body image;
- Smell;
- Hearing;
- Foggy or hazy vision (difficulty in central vision) — things look different.

The patients usually fight the feeling of unreality. They succeed in rejecting the pathological experience for a surprisingly long period. As far as secondary symptoms go, patients react according to previous personality. The first reaction is fear and confusion. The type of hallucination in oneirophrenia is «exogenous,» as occurs in delirium, mescaline and other states — not the «endogenous hallucinations» of schizophrenia.»

— Ладислас Джозеф Медуна. «Онейрофрения. Состояние спутанности».

## МКБ и DSM
Онейрофрения упоминается в разделе «острый шизофренический эпизод» (код 295.4) Международной классификации болезней 9-го пересмотра (МКБ-9). В американском Диагностическом и статистическом руководстве по психическим расстройствам 3-го издания (DSM-III и DSM-III-R) она аналогична относилась к «острым шизофреническим эпизодам». Отличительной чертой этих шизофренических нарушений в МКБ-9 называются «сновидные состояния с лёгким помрачением сознания и растерянностью».
В МКБ-10 онейрофрения причисляется уже́ к «острому шизофреноподобному психотическому расстройству» (F23.2). В него включены также острая (недифференцированная) шизофрения, шизофреническая реакция и кратковременное шизофреноформное расстройство или психоз. По диагностическим критериям при остром шизофреноподобном психотическом расстройстве наблюдается соответствие состояния критериям шизофрении (F20.0xx — F20.3xx), но длительность психоза меньше месяца. В случае, если психотические симптомы длятся дольше, диагноз изменяется на «шизофрению».
В DSM-5 современный аналог онейрофрении — «кратковременное психотическое расстройство» (англ. brief psychotic disorder), 298.8 (F23).

## Нозологическая самостоятельность
В настоящее время онейрофрения не имеет нозологической самостоятельности. По МКБ-10 она относится к группе острых и транзиторных психотических расстройств. Некоторые авторы относят онейрофрению к шизофрении. Ни биохимические исследования, ни психопатологические данные по онейрофрении, не дают достаточных оснований для обособления её в отдельное психическое расстройство.

## Провалившаяся попытка смены значения названия
Несколько американских учёных-энтузиастов желали придать слову «онейрофрения» новое значение. Начиная с инициативы У. Дж. Тёрнера (с его статьи «Шизофрения и онейрофрения*. Клиническая и биологическая заметка» журнала Нью-Йоркской академии наук), было предложено его использовать в качестве названия хронических амфетаминовых психозов (и психозов от других ПАВ, если судить по дальнейшим статьям), и называть их «онейрофреническими» или просто онейрофренией.
В статье журнала были отдельно обозначены номера исследований в примечаниях, но учёным не удалось доказать, что психостимуляторы или галлюциногены приводят к эндогенным заболеваниям и являются шизофреногенными, несмотря на все усилия исследователей. Случаев, когда обозначенные вещества провоцировали подобный психоз — единицы, при этом вероятна генетическая предрасположенность у заболевших психозом. (?) Научных доказательств того, что галлюциногены (например те, что упоминались в статьях: ЛСД-25, мескалин, псилоцибин, «некоторые индолалкиламины», включая содержащиеся в семенах Анаденантеры иноземной), способны вызвать истинную шизофрению(?). Попытка Wm. J. Turner, Merlis S., Carl A., Hollister L. E. присвоения названия провалилась.